# Aleš Musar
Aleš Musar, slovenski poslovnež in naravoslovec; * 16. julij 1965, Ljubljana.
Aleš Musar je slovenski poslovnež in naravoslovec, od leta 2022 tudi prvi gospod Republike Slovenije.

## Mladost in izobraževanje
Aleš Musar se je rodil 16. julija 1965 v Ljubljani. Vpisal se je na Fakulteto za naravoslovje in tehnologijo Univerze v Ljubljani, kjer je leta 1991 diplomiral iz kemije. Na fakulteti se je nato zaposlil kot mladi raziskovalec in asistent pri Aleksandri Kornhauser Frazer, pri njej pa leta 1994 tudi magistriral iz naravoslovnotehniške informatike. Šolanje je nadaljeval v Združenem kraljestvu, kjer je leta 2000 doktoriral na Lancaster University Management School, leto prej pa zagovarjal doktorsko disertacijo. Leta 2001 je bil naziv nostrificiran na Univerzi v Ljubljani, kjer je bil leta 2003 habilitiran v naziv docent.

## Poslovna kariera
Leta 2000 se je kot vodja projektov zaposlil pri skupini Aktiva, kjer je sodeloval pri postavitvi in vodenju skladov tveganega kapitala. Leta 2003 je bil soustanovitelj podjetja S.T. Hammer. Bil je tudi član več nadzornih svetov, prav tako upravnih odborov investicijskih družb in proizvodnih podjetij v Sloveniji, Belgiji, Bosni in Hercegovini, Črni Gori in Združenih državah Amerike. Podjetje S. T. Hammer je kasneje zapustil.
Leta 2016 je v Zgornjih Gameljnah kupil objekt in posest Ruske dače, ki je kulturni spomenik lokalnega pomena. Dačo je bila ob nakupu v propadajočem stanju, zato jo je do leta 2018 obnovil v sodelovanju z Zavodom za varstvo kulturne dediščine. V Ruski dači sta z ženo organizirala tudi različne dogodke.

## Prvi gospod
Aleš Musar je na različne načine podprl predsedniško kampanjo svoje žene Nataše Pirc Musar leta 2022. Prvih nekaj mesecev je vodil volilni štab, v kampanjo pa vložil 19.600 evrov. Ob imenovanju Nataše Pirc Musar na mesto predsednice republike je Aleš Musar postal prvi gospod Republike Slovenije in prvi moški s tem nazivom, saj je imela Slovenije prej le prve dame. Med svoje cilje si je zadal sodelovanje pri projektih varovanja in promocije slovenske kulturne dediščine doma in v tujini.

## Zasebno
Poročen je s pravnico Natašo Pirc Musar, ki je od leta 2022 predsednica Republike Slovenije. Skupaj imata sina Maksa, rojenega leta 2001. Živijo v Radomljah, v vili iz leta 1933. Med drugim ima v lasti limuzino Rolls Royce Phantom VI, ki jo je leta 1971 naročila princesa Aleksandra, sestrična britanske kraljice Elizabete II.
Junija 2025 je javnosti razkril, da boleha za rakom na prostati; diagnozo je prejel nekaj mesecev pred tem.

## Nagrade in priznanja
- 2020: Steletovo priznanje za celovito prenovo Ruske dače[10]